# Neanthes
Genre
Neanthes est un genre de vers annélides polychètes marins errants.

## Liste d'espèces
Selon ITIS :
- Neanthes acuminata
- Neanthes arenaceodentata Moore, 1903
- Neanthes brandti
- Neanthes diversicolor - gravette
- Neanthes fucata
- Neanthes irrorata (Malmgren, 1867)
- Neanthes limnicola
- Neanthes succinea Frey et Leuckart, 1847
- Neanthes vaali
- Neanthes virens (Sars, 1835) - grande gravette

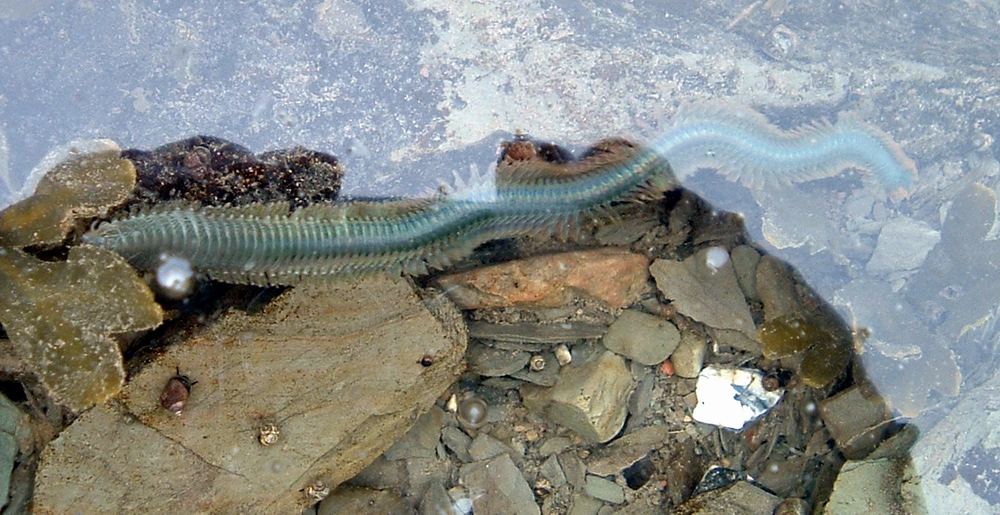
Nereis virens

Selon WRMS :
- Neanthes abyssorum Hartman, 1967
- Neanthes acuminata
- Neanthes agnesiae (Augener, 1918)
- Neanthes agulhana (Day, 1963)
- Neanthes arenaceodentata (Moore, 1903)
- Neanthes articulata Knox, 1960
- Neanthes augeneri (Gravier & Dantan, 1934)
- Neanthes bassi Wilson, 1984
- Neanthes bioculata (Hartmann-SchrÃ¶der, 1975)
- Neanthes biseriata Hutchings & Turvey, 1982
- Neanthes bongcoi Pillai, 1965
- Neanthes brandti (Malmgren, 1865)
- Neanthes bruaca Lana & Sovierzovsky, 1987
- Neanthes caudata (Delle Chiaje, 1827)
- Neanthes ceciliae Steiner & Santos, 2004
- Neanthes chilkaensis (Southern, 1921)
- Neanthes chingrighattensis (Fauvel, 1932)
- Neanthes cortezi Kudenov, 1979
- Neanthes cricognatha (Ehlers, 1905)
- Neanthes cricognatha Ehlers, 1904
- Neanthes crucifera (Grube, 1878)
- Neanthes donghaiensis Wu, Sun & Yang, 1981
- Neanthes egregicirrata (Treadwell, 1924)
- Neanthes flava Wu, Sun & Yang, 1981
- Neanthes flavipes Ehlers, 1868
- Neanthes flindersi Wilson, 1984
- Neanthes fucata (Savigny in Lamarck, 1818)
- Neanthes galetae Fauchald, 1977
- Neanthes glandicincta (Southern, 1921)
- Neanthes helenae Kinberg, 1866
- Neanthes heteroculata (Hartmann-SchrÃ¶der, 1981)
- Neanthes indica (Kinberg, 1866)
- Neanthes irrorata (Malmgren, 1867)
- Neanthes isolata Hutchings & Turvey, 1982
- Neanthes japonica (Izuka, 1908)
- Neanthes kerguelenensis (McIntosh, 1885)
- Neanthes kerguelensis (McIntosh, 1885)
- Neanthes kermadeca (Kirkegaard, 1995)
- Neanthes larentukana (Grube, 1881)
- Neanthes latipalpa (Schmarda, 1861)
- Neanthes lighti Hartman, 1938
- Neanthes macrocephala (Hansen, 1882)
- Neanthes maculata Wu, Sun & Yang, 1981
- Neanthes manatensis Pillai, 1965
- Neanthes meggitti (Monro, 1931)
- Neanthes mexicana Fauchald, 1972
- Neanthes multidentata Fassari & Mollica, 2000
- Neanthes nanhaiensis Wu, Sun & Yang, 1981
- Neanthes negomboensis Silva, 1965
- Neanthes noodti Hartmann-SchrÃ¶der, 1962
- Neanthes nubila (Quatrefages, 1865)
- Neanthes operta (Stimpson, 1856)
- Neanthes oxypoda (Marenzeller, 1879)
- Neanthes papillosa (Day, 1963)
- Neanthes philippinensis Leon-Gonzalez & Salazar-Vallejo, 2003
- Neanthes pleijeli Leon-Gonzalez & Salazar-Vallejo, 2003
- Neanthes pseudonoodti Fauchald, 1977
- Neanthes reducta (Southern, 1921)
- Neanthes roosevelti Hartman, 1939
- Neanthes rubicunda (Ehlers, 1868)
- Neanthes ruficeps (Ehlers, 1905)
- Neanthes sakhalinensis (Okuda, 1935)
- Neanthes sandiegensis Fauchald, 1977
- Neanthes seridentata Hartmann-SchrÃ¶der, 1959
- Neanthes sexoculata Cantone, 1990
- Neanthes suluensis Kirkegaard, 1995
- Neanthes tasmani Bakken, 2002
- Neanthes trifasciata (Ehlers, 1901)
- Neanthes typhla (Monro, 1930)
- Neanthes uncinula Russell, 1962
- Neanthes unifasciata (Willey, 1905)
- Neanthes uniseriata Hutchings & Turvey, 1982
- Neanthes vaalii Kinberg, 1866
- Neanthes vaalii Kinberg, 1865
- Neanthes verrillii (Grube, 1878)
- Neanthes vitabunda (Pflugfelder, 1933)
- Neanthes willeyi (Day, 1934)
- Neanthes zonata Malmgren, 1867